# Chaetophiloscia pallida
Chaetophiloscia pallida är en kräftdjursart som beskrevs av Karl Wilhelm Verhoeff 1928. Chaetophiloscia pallida ingår i släktet Chaetophiloscia och familjen Philosciidae. Inga underarter finns listade i Catalogue of Life.